# مرز پرگهر (فیلم)
«مرز پرگهر» فیلمی مستند ساخته هومن ظریف رضاییان دربارهٔ فعالیت‌های ادبی و هنری حسین گل گلاب، شاعر سرود «ای ایران»، ادیب و استاد دانشگاه است.
در این فیلم با افرادی همچون هما و فرخ گل گلاب، پریدخت آوا و هومن صدر، خانواده استاد غلامحسین بنان و فرخ و گلنوش خالقی، علی غضنفری شاعر، ترانه سرا و مترجم، ناصر جبلی؛ شاعر و پدر حمید جبلی، جهانگیر هدایت (برادرزاده صادق هدایت) میلاد کیایی، آهنگساز و نوازنده سنتور و عبدالجبار کاکایی دربارهٔ حسین گل گلاب گفتگو شده است.
این فیلم مستند برای نخستین بار در سال ۱۳۹۱ همراه با جلسه نقد و بررسی در «خانه هنرمندان ایران» به نمایش درآمد.